# Louis Ducos du Hauron
Louis Arthur Ducos du Hauron (8 de dezembro de 1837, Langon — 31 de agosto de 1920, Agen) foi um francês pioneiro na fotografia colorida, além de ser criador dos princípios fundamentais da cinematografia atual, ao lado de Henry – Desiré Du Mont.
Nos anos que se seguiram ao seu não publicado artigo de 1862, Louis se dedicou a criação de maneiras e práticas de gravação das imagens coloridas utilizando cores aditivas (vermelho, verde e azul) e subtrativas (ciano, magenta, amarelo).
Em 1868 patenteou alguns de seus métodos e no ano seguinte escreveu Les Couleurs en Photographie. Um de seus primeiros trabalhos com fotografias coloridas foi Landscape of Southern France, tirada através do método subtrativo em 1877.

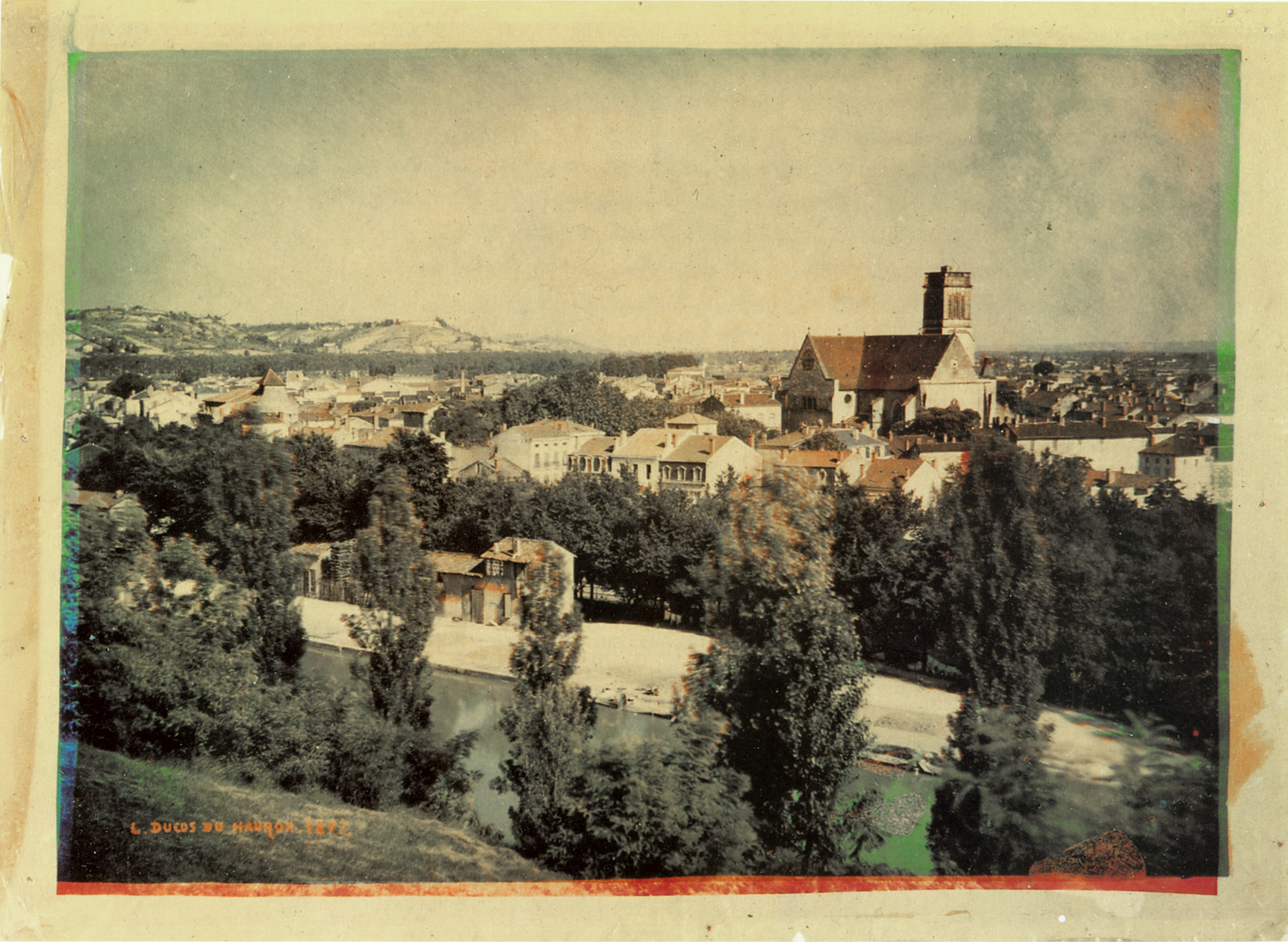
Vista de Agen, França em 1877 por Louis Ducos du Hauron